# 蛤蜊兵營
蛤蜊兵營，位於臺灣彰化縣線西鄉線西村，原為海防營舍，1960年代作爲退伍軍人的蛤蜊養殖場宿舍區，2007年重整活化。

## 歷史

### 由來

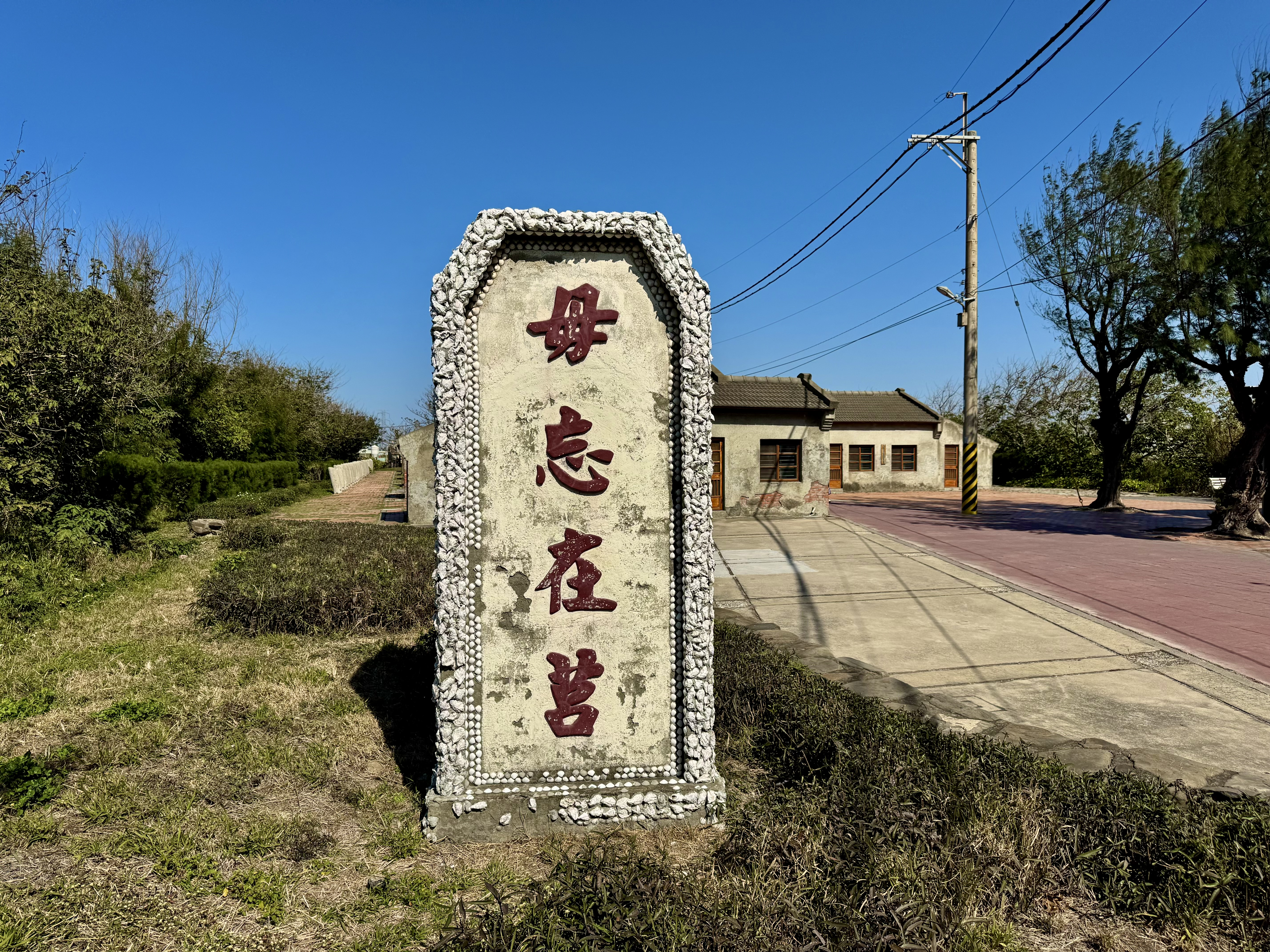
蛤蜊兵營入口與毋忘在莒勒石

線西鄉原為登陸北彰化必經道路，1949年便設有駐軍，負責海防的警總便在此設立海防部隊營房。入口處僅一條約三公尺的小路進入，還設碉堡。營區占地二公頃，其中東側宿舍土地原先就是海堤用地。該區屬於高度管制區，連線西當地人都不能任意進入。隨著海防範圍向外海推出去，此營區失去海防作用。
從此處往鹿港方向有塭仔港，是附近鄉鎮民眾購買新鮮魚貨的所在。1962年，退輔會為經營彰化水產養殖場來養文蛤，安排外省退伍軍人進駐，並建每棟十五坪大的水泥房舍，此後該處稱為「蛤蜊營」。每間屋內都有臥室、浴廁、廚房格局。當時，遼寧籍的老兵劉仲理從班長退役後，就服從輔導就業，從台北市轉進來此，由水產養殖技術員教授養文蛤苗。劉仲理以總幹事身分，與同伴建立毋忘在莒精神堡壘作團結一致的象徵。因有房子棲身、又有事業可做，退伍軍人們有人結婚生子，人口數也因此大幅成長，最盛時期有卅餘戶、五十多口。
附近居民表示增設蛤蜊養殖後，一批退除役官兵在此養殖經管，自給自足，但營區門禁森嚴，罕見外人進入。這些退伍軍人因接受軍事化管理，依然穿著軍服，遂被地方民眾通稱他們為「蛤蜊兵」。線西鄉公所職員黃朝祝回憶，早年他受軍方委託任務進入該區時，此處年邁的退伍老兵都會站在路邊目送他。

### 荒廢

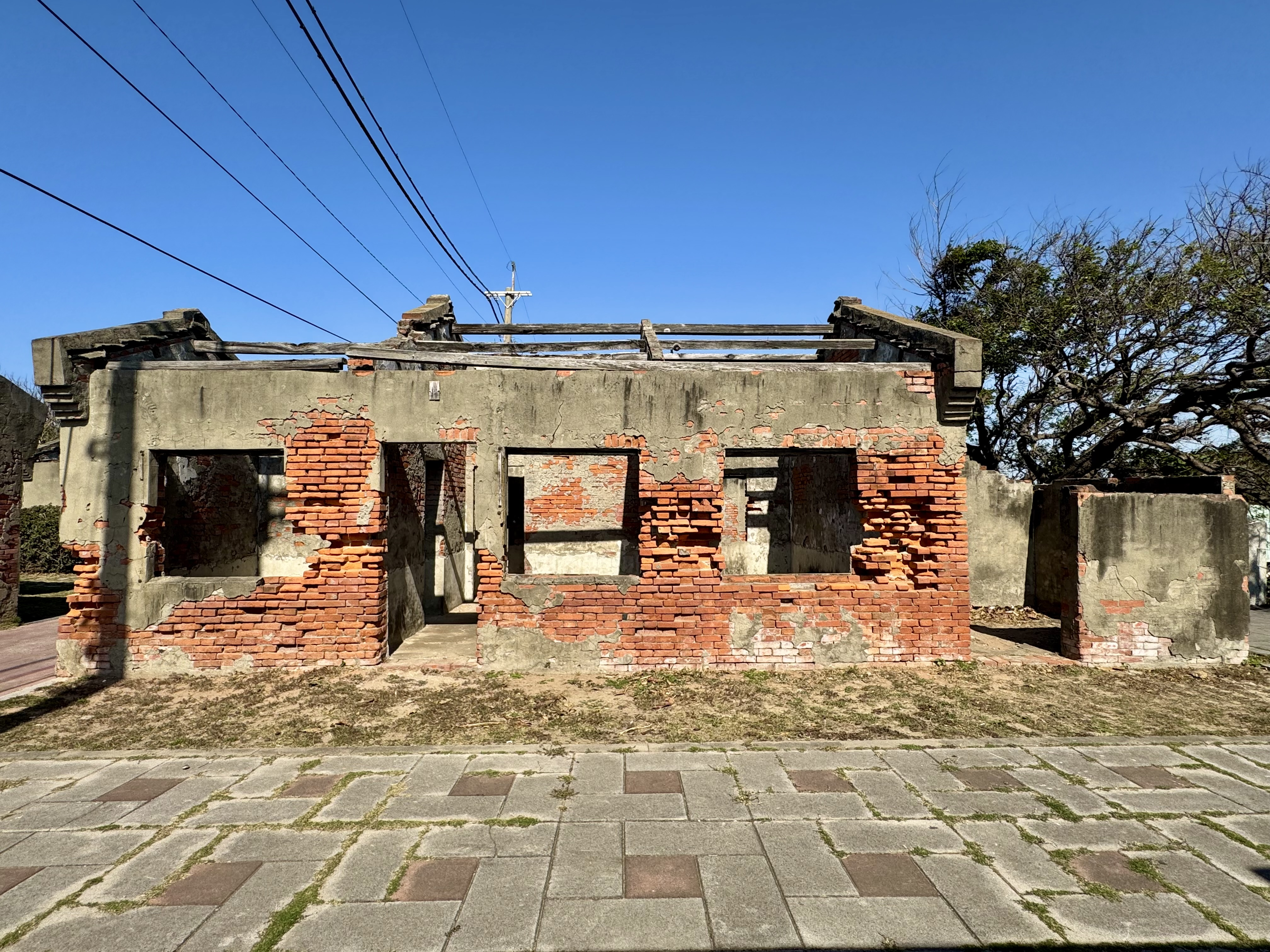
廢棄宿舍

1975年後，濱海地區成為海埔新生地，海水難以進入便養殖無法繼續，導致退伍軍人紛紛遷離自謀生路。此處成了遊民的棲身處，甚至有當地鄉民舉家搬到營房來住免費的房子。1977年，此處登記為特定農業區水利用地，屬台灣省土地資源開發委員會管理，後轉為第四河川局管理。之後，文史工作者李漢鵬說一些房舍已拆除消失，僅留有十一棟。
2000代初，蛤蜊兵營僅存郭、盧、張、劉姓榮民等與他們的妻子居住。2003年6月16日，鄉長黃弘耀表示，他將向縣府爭取經費，使此一荒廢已久的海邊神秘地成為線西新景點。8月21日，建國技術學院翁慶隆等七位教授在線西鄉長陪同下來此踏勘，建議將此營區改作風力發電風場。10月8日晚，舊宿舍突然發生火災，由居住當地的劉仲理發現，通知消防車滅火，才未波及一旁房舍。

### 活化

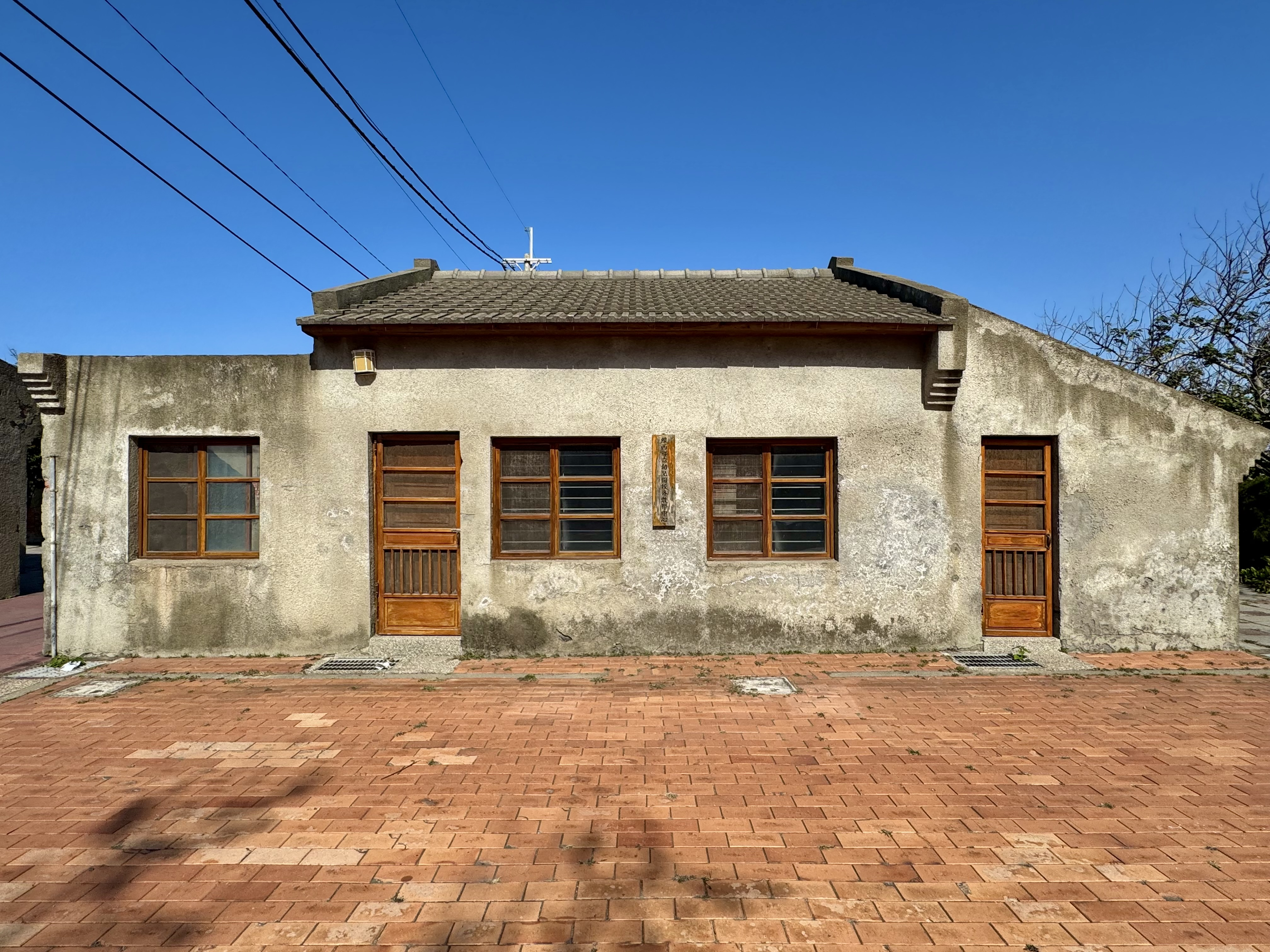
修復宿舍

2004年3月24日，鄉公所與相關單位會勘用地。鄉長黃弘耀和秘書楊素季原先規劃以約新台幣九百萬元經費，來恢復昔日的蛤蜊池、宿舍作為鄉土特產賣店，並在入口裝大型的風車以吸引觀光客前來。此計畫僅獲縣府支補助新臺幣五十萬元規劃費。地方政府先將蛤蜊兵營三棟宿舍，整修作為藝術家駐村的工作室。
2007年1月20日，整修後開放。10月15日，鄉長蔡麗娟前往後表示，請文化局評估是否可列入歷史建築。12月7日，審議委員通過將蛤蜊兵營等列為彰化縣文化景觀。整修後，地上權依然屬退輔會。
西部濱海快速公路全線完工之際，鄉長蘇韋峻任內曾向交通部爭取設立線西服務區，以串連附近的蛤蜊兵營、塭仔漁港、肉粽角沙灘、在地觀光工廠等來作觀光發展。日後，像是層層向後延伸的窗台照，成爲來客喜歡的取景。 到2022年，已百歲的劉仲理依然與妻子住在蛤蜊兵營旁。

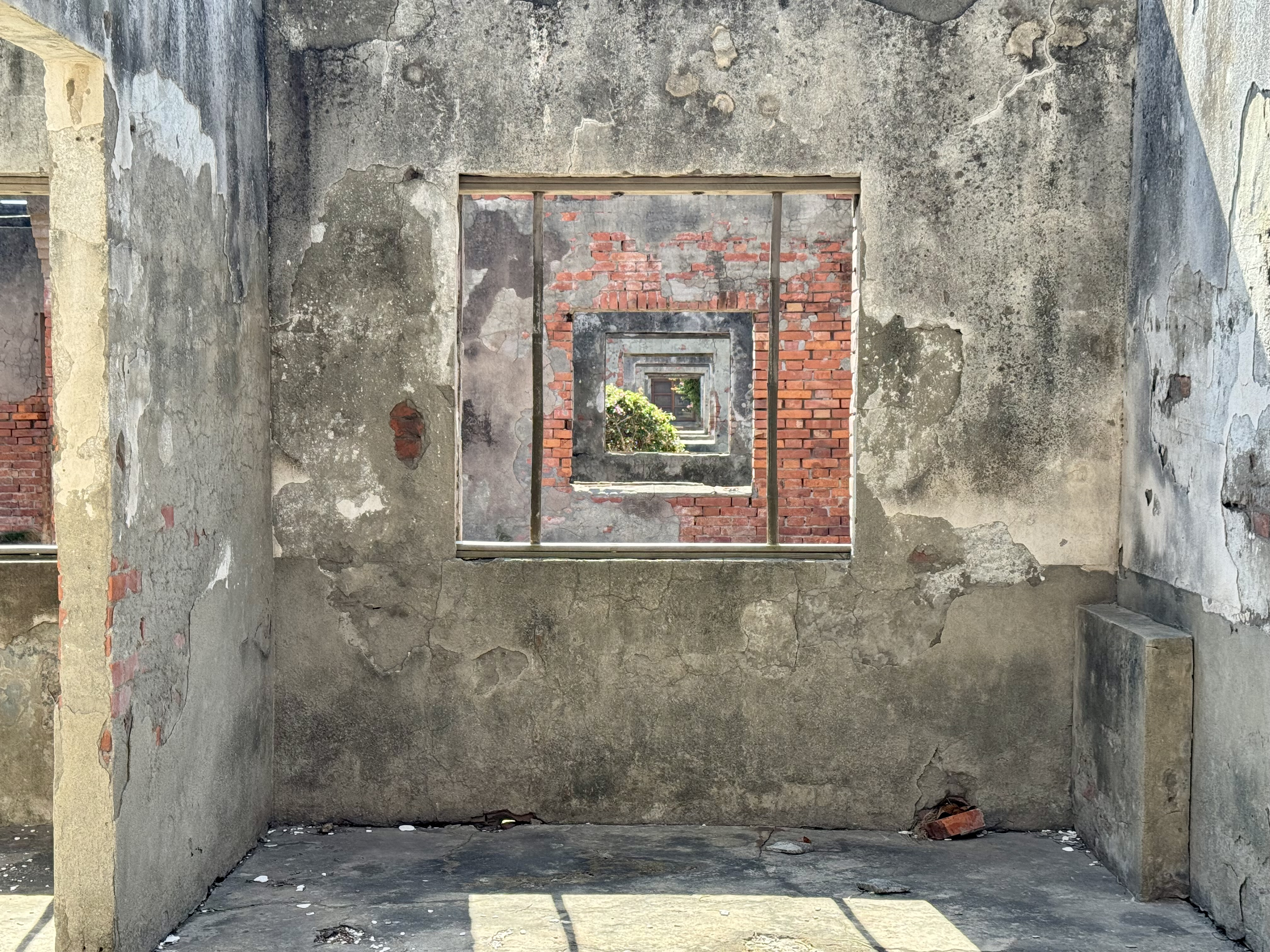
層層窗台